# Lillahemsgölen
Lillahemsgölen är en sjö i Eksjö kommun i Småland och ingår i Emåns huvudavrinningsområde. Sjön är 5 meter djup och har en yta på 0,013 kvadratkilometer.